# Valeriu Traian Frențiu
Blaženi Valeriu Traian Frențiu (Ričica, 25. travnja 1875. – Sighetu Marmației, 11. srpnja 1952.) bio je rumunjski grkokatolički blaženik i mučenik, biskup eparhije Oradea Mare Rumunjske grkokatoličke Crkve od 1922. do svoje smrti 1952. Beatificiran je 2. lipnja 2019.
Rođen je u Ričicama. Otac mu je bio grkokatolički svećenik po imenu Joachim, a majka mu se zvala Rozalia. Studirao je teologiju u Budimpešti (1894.–1898.), a 1902. doktorirao je teologiju. Za svećenika je zaređen 28. rujna 1898. U biskupiji Lugoj djelovao je kao rektor, dekan, kancelar i apostolski vikar.
Dana 4. studenoga 1912. imenovan je biskupom Lugoja u dobi od 37 godina. 25. veljače 1922. premješten je u Oradeu. Nakon smrti biskupa Alexandera Niculescua 1941., Frentiu je premješten na mjesto apostolskog upravitelja nadbiskupije Alba Iulia i Fagaras, gdje je služio tijekom cijelog rata. Godine 1947. vratio se u Oradeu.
U Oradei je uhićen 28. listopada 1948. i otišao je u logor u Dragoslaveleu, a potom je odbio prijeći u Rumunjsku pravoslavnu Crkvu u veljači 1949., kada je odveden u samostan Căldăruşani. Tamo je tajno zaredio jednog biskupa, u noći Božića 1949.
Godine 1950. stigao je u zatvor Sighet, gdje je nakon dvije godine umro od posljedica zatočeništva i mučenja 11. srpnja 1952. Još neki rumunjski grkokatolički biskupi također preminuli u Sighetu pokopani su u jednoj noći, bez lijesa u masovnoj grobnici na Groblju siromaha. Njegov je grob sravnjen kako bi se zaklonilo njegovo grobno mjesto i kako bi se izbjegla hodočašća na grobove mučenika ubijenih u Sighetu. Jedan od rumunjskih katoličkih mučenika za vrijeme komunizma u istom zatvoru, ali kasnije bio je i biskup Anton Durković.
2011. odlukom Gradskog vijeća Ričice proglašen je postumno za počasnog građanina.
Dana 19. ožujka 2019. papa Franjo odobrio je beatifikaciju Frenţiua i još šestorice grkokatoličkih biskupa žrtava komunistički režim u Rumunjskoj sredinom 20. stoljeća. Franjo je i osobno predsjedao beatifikacijom Frențiua i ostalih šestorice biskupa u Blaju, 2. lipnja 2019.